# Later als ik groot ben (lied)
Later als ik groot ben is een lied van de Nederlandse zangeres Danique. Het werd in 2023 als single uitgebracht.

## Achtergrond
Later als ik groot ben is geschreven door Danique Lois Robijns, Jara Narayan de Werd en Okke Punt en geproduceerd door Koen van der Knaap. Het is een lied uit het genre nederpop. In het lied zingt de artiest over de toekomst. Ze vertelt in het nummer wat voor plannen ze heeft en wat ze hoopt dat haar overkomt. Aan het eind van het lied meldt ze dat de toekomst haar toch niet gegeven is, omdat haar "tijd is stil gaan staan". De zangeres schreef het nummer in samenwerking Interpolis en was onderdeel van een campagne tegen het op de mobiele telefoon zitten in het verkeer. Met het nummer wilde de zangeres laten horen dat het leven niet vanzelfsprekend is en dat het zonde is om het door de vingers te laten glippen door iets kleins als een berichtje op je telefoon.
In de videoclip is te zien hoe een meisje, gespeeld door Livia Lamers, bijna wordt aanreden door een vrachtwagen terwijl ze op haar telefoon zit tijdens het fietsen. Na de (bijna) klap met de vrachtwagen, flitst haar mogelijke toekomst aan haar voorbij, met voor- en tegenspoeden. Het is een toekomst die niet zo zal gaat zijn, omdat aan het eind van de muziekvideo te zien is dat zij daadwerkelijk is aangereden door de vrachtwagen. 

## Hitnoteringen
De zangeres had weinig succes met het lied in de Nederlandse hitlijsten. Er was geen notering in de Single Top 100 en ook de Top 40 werd niet bereikt. Bij laatstgenoemde was er wel de 22e positie in de Tipparade.